# Harold Prevents a Crime
Harold Prevents a Crime è un cortometraggio muto del 1912 diretto da Frank Wilson.

## Trama
Un ficcanaso sventa un furto, disturbando i ladri che cercano di rubare un grammofono.

## Produzione
Il film fu prodotto dalla Hepworth.

## Distribuzione
Distribuito dalla Hepworth, il film - un cortometraggio lungo 99 metri - uscì nelle sale cinematografiche britanniche nel gennaio 1912.